# Xa lộ Liên tiểu bang 65
Xa lộ Liên tiểu bang 65 (tiếng Anh: Interstate 65 hay viết tắt là I-65) là một xa lộ liên tiểu bang then chốt tại Hoa Kỳ. Đầu phía nam của nó nằm tại điểm giao cắt với Xa lộ Liên tiểu bang 10 tại Mobile, Alabama, và đầu phía bắc của nó nằm tại nút giao thông khác mức với Xa lộ Liên tiểu bang 90 (còn có tên là Xa lộ thu phí Indiana), Quốc lộ Hoa Kỳ 12 và Quốc lộ Hoa Kỳ 20 (Xa lộ Dunes) tại Gary, Indiana, ngay đông nam thành phố Chicago.

## Mô tả xa lộ
|           | dặm    | km      |
| --------- | ------ | ------- |
| AL        | 367,00 | 590,63  |
| TN        | 121,71 | 195,87  |
| KY        | 137,32 | 221,00  |
| IN        | 261,27 | 420,47  |
| Tổng cộng | 887,30 | 1427,97 |

### Alabama
Xa lộ Liên tiểu bang 65 bắt đầu tại thành phố Mobile tại điểm giao cắt với Xa lộ Liên tiểu bang 10. Từ I-10, I-65 đi về phía tây phố chính của thành phố Mobile và qua khác khu ngoại ô phía bắc trước khi quay về hướng đông bắc để hướng về Montgomery. Từ thủ phủ tiểu bang, I-65 đi lên phía bắc, tránh đi qua thành phố Prattville và thành phố Clanton trước khi đi qua Vùng đô thị Birmingham, Alabama. Từ lối ra số 242 đến 290, xa lộ này có 6 làn xe. Một đoạn chạy qua thành phố Birmingham có biệt danh là "Malfunction Junction" (có nghĩa là giao điểm bế tắc) vì có vô số vụ tai nạn tại đây.
Trong trường hợp có di tản vì bão trên duyên hải tiểu bang Alabama, I-65 có thể được chuyển đổi thành một con đường di tản. Khi đó tất cả các làn xe hai bên dải phân cách đều đi một chiều lên hướng bắc từ thành phố Mobile đến Montgomery.
Từ Birmingham, I-65 tiếp tục đi về hướng bắc đến Cullman và Decatur. Ngay phía bắc phố chính thành phố Birmingham, hai dự án về xa lộ liên tiểu bang lớn đang trong các giai đoạn triển khai khác nhau. Xa lộ Liên tiểu bang 22 sẽ nối với I-65 tại lối ra số 265. Việc xây dựng nút giao thông này bắt đầu vào tháng 8 năm 2009. Việc mở rộng I-65 cả hai bên phía đang được tiến hành từ năm 2007. Xa lộ Liên tiểu bang 22 sẽ cung cấp đường kết nối trực tiếp giữa Birmingham và Memphis, Tennessee.
Khoảng vài dặm phía bắc I-22 sẽ có một nút giao thông mới (lối ra số 274) và sẽ được đặt tên là Xa lộ Liên tiểu bang 422. Xa lộ vòng này sẽ nối I-65 với I-59 phía đông bắc Birmingham và I-20/I-59 tây nam Birmingham. Nó sẽ phục vụ như một xa lộ liên tiểu bang đi tránh qua thành phố Birmingham, tăng cường cho Xa lộ Liên tiểu bang 459 hiện có, đang cung cấp con đường tránh thành phố ở phía nam Birmingham.
Tại Decatur, người lái xe có thể sử dụng Xa lộ Liên tiểu bang 565 đi về Huntsville.
Từ Decatur, I-65 kết nối qua Sông Tennessee, và sau đó tiếp tục đi về hướng bắc qua Athens, Alabama đến ranh giới tiểu bang Tennessee.
Năm 2004, sau khi tổng thống Ronald Reagan qua đời, một đoạn dài của I-65 từ Quận Jefferson đến Quận Limestone được đặt tên là Xa lộ Tưởng niệm Ronald Reagan. Biển dấu cắm tại đầu phía bắc của đoạn này gồm có lời nói trích từ bài diễn văn của tổng thống Reagan tại Trung tâm Bể bơi Point Mallard trong thành phố Decatur gần đó vào ngày 4 tháng 7 năm 1984.
Nhà máy sản xuất xe hơi mới của công ty Hyundai tại Montgomery nằm phía ngoài I-65. Có thể đến đó bằng Lối ra Pintlala-Hope Hull (số 164). Nhà máy sản xuất xe hơi Mercedes Benz trong Quận Tuscaloosa cũng có thể đến được bằng lối ra tây nam I-59/I-20 tại nút giao thông lập thể trong thành phố Birmingham. Công ty Kia Motors hiện đang xây dựng một nhà máy nằm khoảng ít hơn một giờ đồng hồ lái xe từ xa lộ trên ranh giới hai tiểu bang Alabama–Georgia.
Toàn bộ đoạn đường của I-65 đi qua tiểu bang Alabama được gọi là Xa lộ Những anh hùng để vinh danh nhân viên Cục Tình báo Trung ương Mỹ, Johnny "Mike" Spann và tất cả những người đã chết trong vụ tấn công khủng bố 11 tháng 9.
Gần ranh giới phía bắc của tiểu bang Alabama với Tennessee trên I-65, chiều đi về phía nam, là khu dừng xe và Trung tâm Chào mừng của Alabama. Điểm đặc biệt có một không hai của khu dừng xe này so với những khu dừng xe khác là có sự hiện diện của một tên lửa Saturn IB to lớn ở đây như là vật tưởng niệm ghi công sự đóng góp của tiểu bang Alabama nói chung và thành phố Huntsville nói riêng đối với cuộc thám hiểm không gian của NASA.

### Tennessee

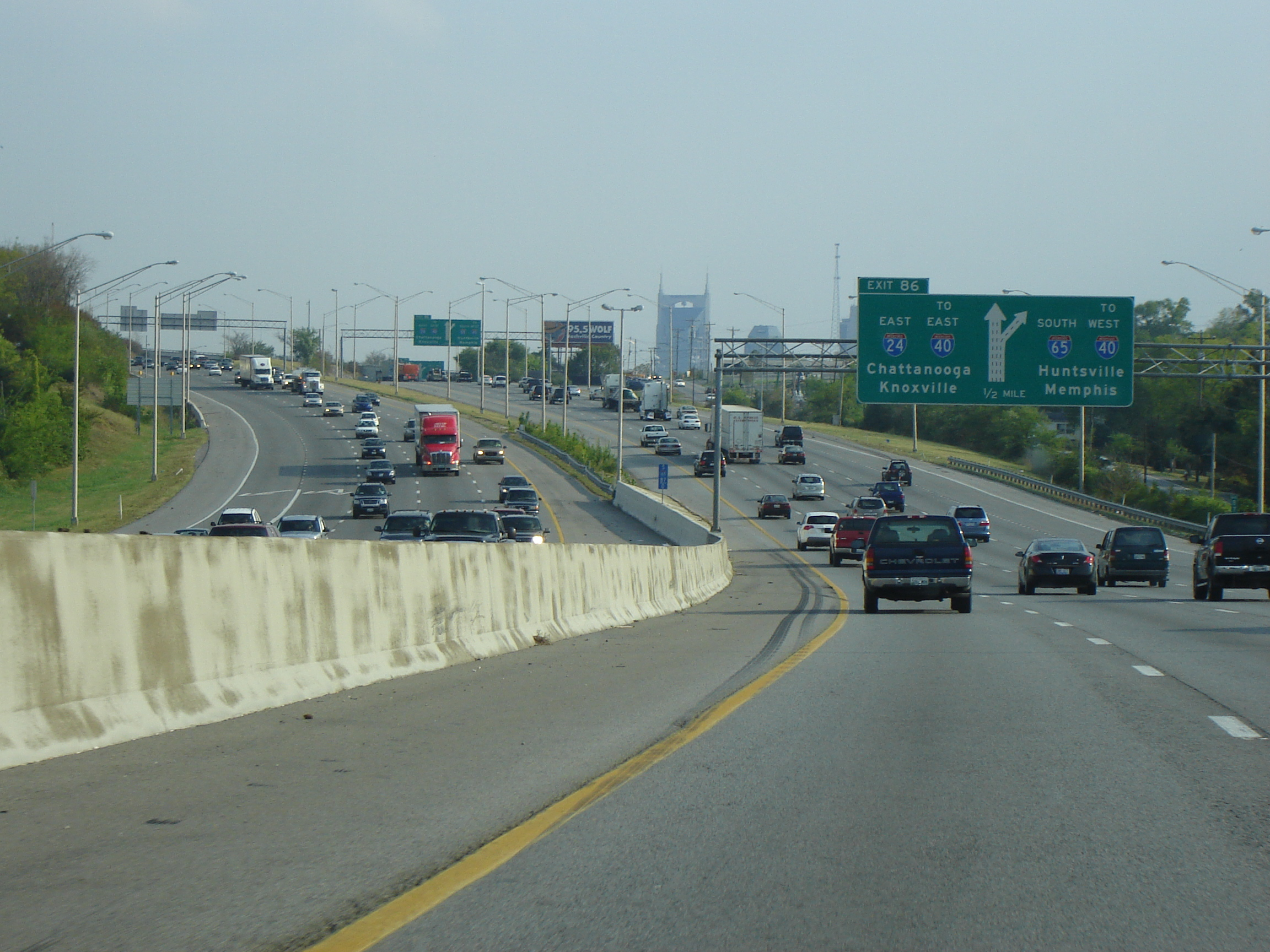
Xa lộ Liên tiểu bang 65, chiều đi hướng nam tại Nashville.

I-65 vào tiểu bang Tennessee từ phía nam gần thị trấn Ardmore, và đi qua phần nhiều là vùng nông thôn trong khoảng 65 dặm (105 km). Sau đó nó đi qua Lewisburg. Rồi nó đến những khu vực bên ngoài của thành phố Columbia và trên đường đi đến Xa lộ Công viên Saturn, là con lộ đưa người lái xe đến thành phố Spring Hill, Tennessee. I-65 sau đó tiếp tục đi đến Xa lộ Tiểu bang Tennessee 840 và cho đến khi nó cắt ngang thành phố Franklin, là thành phố nằm trong Vùng đô thị Nashville. Sau đó xa lộ đi qua Brentwood, Tennessee, Nashville, Madison, Goodlettsville, White House, và ra khỏi tiểu bang tại điểm gần thành phố Portland để đi vào tiểu bang Kentucky.

### Kentucky

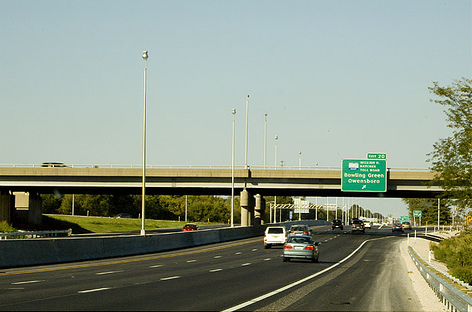
Xa lộ Liên tiểu bang 65, chiều đi hướng bắc tại Xa lộ Công viên William H. Natcher trong thành phố Bowling Green, Kentucky.

Xa lộ Liên tiểu bang 65 vào tiểu bang khoảng 5 dặm (8 km) về phía nam của Franklin. Nó đi qua các thành phố lớn Bowling Green, Elizabethtown, và Louisville trước khi ra khỏi tiểu bang.
Suốt đoạn đường dài, nó đi qua gần Công viên Quốc gia Mammoth Cave, Các hang động Diamond, Rừng Bernheim, Bảo tàng Quốc gia Corvette, và Khu Quân sự Doanh trại Knox.
I-65 giao cắt với 4 trong số các xa lộ công viên tại Kentucky. Chỗ giao cắt chính đầu tiên là với Xa lộ Công viên William H. Natcher tại Bowling Green, theo sau là Xa lộ công viên Cumberland ở phía bắc thành phố giữa Smiths Grove và Park City. Tại Elizabethtown, nó có hai điểm giao cắt nữa với Xa lộ Công viên Wendell H. Ford Western Kentucky và Xa lộ Công viên Martha Layne Collins Bluegrass. Xa lộ Liên tiểu bang 65 cũng có các nút giao thông lập thể với I-265, I-264, I-64, và I-71.
Đoạn rộng nhất của Xa lộ Liên tiểu bang 65 trên toàn tuyến đường của nó là trong thành phố Louisville ở Xa lộ Tiểu bang Kentucky 1065. Nơi đây xa lộ liên tiểu bang I-65 có đến 14 làn xe.  Xa lộ vượt qua Sông Ohio để vào tiểu bang Indiana bằng Cầu Tưởng niệm John F. Kennedy.
Có một lúc, đoạn đường của I-65 từ Louisville đến Elizabethtown từng là đường thu phí mang tên Xa lộ thu phí Kentucky.  Tiền công trái để tài trợ xây xa lộ đã được trả hết nên đoạn này không còn thu phí nữa.  Tất cả các biển hướng dẫn của xa lộ thu phí bị dẹp bỏ.
Ngày 15 tháng 11 năm 2006, đoạn đường của I-65 từ Bowling Green đến Louisville được đặt tên lại là Xa lộ Tưởng niệm Abraham Lincoln.
Ngày 12 tháng 2 năm 2007, một đạo luật của Thượng viện Kentucky được thông qua để đặt tên lại cho đoạn đường I-65 nằm trong Quận Jefferson, Kentucky là Xa lộ cao tốc Dr. Martin Luther King Jr.. Các biển hướng dẫn được dựng lên ngày 25 tháng 7 năm 2007.
Ngày 15 tháng 7 năm 2007, các quan chức xa lộ Kentucky nâng tốc độ giới hạn trên các xa lộ liên tiểu bang và xa lộ công viên tiểu bang lên 70 dặm Anh trên giờ (110 km/h). Cho đến thời điểm đó, tiểu bang Kentucky là tiểu bang duy nhất nằm dọc theo đường của I-65 đi qua có tốc độ giới hạn là 65 mph (105 km/h).
Cả hai nhà máy sản xuất xe tải của công ty xe hơi Ford nằm trong Louisville đều có thể đến bằng I-65. Nhà máy sản xuất kiểu xe Explorer SUV có lối thông trực tiếp từ I-65 trong khi nhà máy xe tải Kentucky có thể đến được I-65 qua ngã I-265.
Tại Bowling Green, I-65 nằm trong phạm vi gần một nhà máy sản xuất xe thể thao cũng như xe sang trọng Cadillac XLR của công ty General Motors.

### Indiana

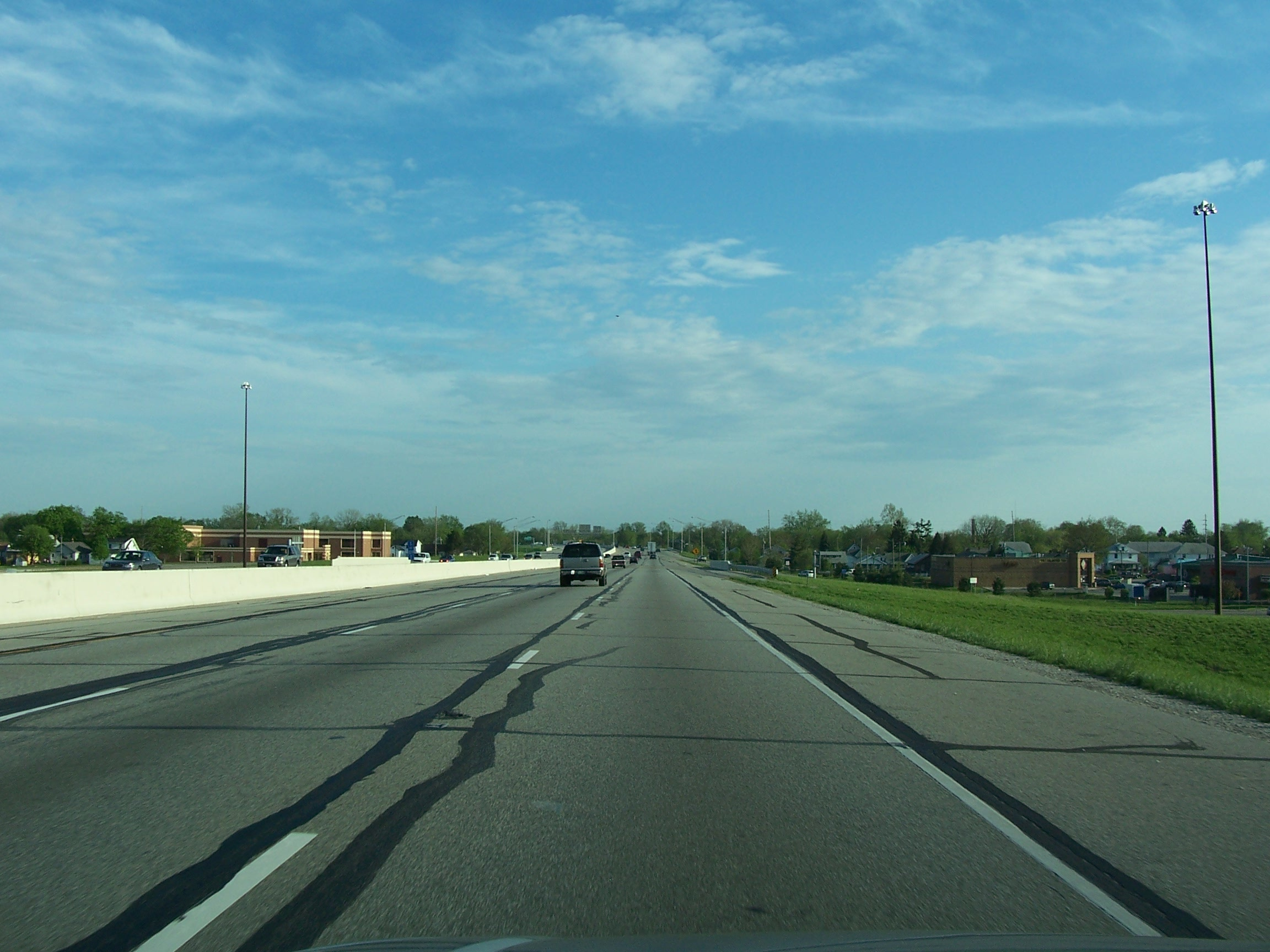
Xa lộ Liên tiểu bang 65 ngay bên ngoài thành phố Indianapolis, Indiana

Xa lộ Liên tiểu bang 65 vào tiểu bang Indiana tại Jeffersonville và Clarksville. Đoạn Xa lộ Liên tiểu bang 65 tại phố chính của thành phố Indianapolis, Indiana trùng với Xa lộ Liên tiểu bang 70.
Năm 1999, đoạn đường dài 25 dặm (40 km) của Xa lộ Liên tiểu bang 65 nằm giữa 2 nút giao thông lập thể của Xa lộ Liên tiểu bang 465 được đặt tên lại là Xa lộ Kenneth "Babyface" Edmonds.
Phía bắc thành phố Lafayette gần Brookston, xa lộ đi qua Nông trại Gió Meadow Lake khoảng vài dặm.  Nông trại Gió Fowler Ridge cũng được thấy ở cả hai phía xa lộ.
Ngay khi băng vào Quận Lake trên Sông Kankakee, xa lộ có tên là Xa lộ Tưởng niệm Casimir Pulaski cho đến điểm đầu phía bắc của nó.
Trước năm 2004, điểm đầu phía bắc của Xa lộ Liên tiểu bang 65 chỉ cách Xa lộ Liên tiểu bang 90 (Xa lộ thu phí Indiana) khoảng 1/8 dặm (0.2 km) về phía bắc. Cho đến lúc đó, xe cộ đi từ Xa lộ Liên tiểu bang 90 đến Xa lộ Liên tiểu bang 65 phải quẹo trái vào Xa lộ Liên tiểu bang 65 nhờ đèn tín hiệu giao thông. Xe cộ từ Xa lộ Liên tiểu bang 65 đến Xa lộ Liên tiểu bang 90 tránh được đèn tín hiệu nhờ một làn quẹo phải cách biệt. Hiện nay, có một nút giao thông lập thể đơn độc giữa I-65, I-90, US-12, và US-20, vì thế đoạn đứt quãng tại đây đã bị loại bỏ.

## Các xa lộ giao cắt chính
- Xa lộ Liên tiểu bang 10 tại Mobile, Alabama
- Xa lộ Liên tiểu bang 85 tại Montgomery, Alabama
- Xa lộ Liên tiểu bang 20/Xa lộ Liên tiểu bang 59 tại Birmingham, Alabama
- Xa lộ Liên tiểu bang 565 gần Decatur và Huntsville, Alabama
- Xa lộ Liên tiểu bang 24 tại Nashville, Tennessee
- Xa lộ Liên tiểu bang 40 tại Nashville, Tennessee
- Xa lộ Liên tiểu bang 64 tại Louisville, Kentucky
- Xa lộ Liên tiểu bang 71 tại Louisville, Kentucky
- Xa lộ Liên tiểu bang 70 tại Indianapolis, Indiana
- Xa lộ Liên tiểu bang 74 tại Indianapolis, Indiana
- Xa lộ Liên tiểu bang 80/Xa lộ Liên tiểu bang 94 tại Gary, Indiana
- Xa lộ Liên tiểu bang 90/Quốc lộ Hoa Kỳ 12/Quốc lộ Hoa Kỳ 20 tại Gary, Indiana

Xa lộ Liên tiểu bang 22 tương lai nằm gần thành phố Birmingham sẽ nhập và băng ngang bên dưới I-65 trước khi kết thúc tại Quốc lộ Hoa Kỳ 31 cách đó chừng vài dãy phố. Ngày dự định hoàn thành các đoạn cuối cùng của xa lộ mới là năm 2014. Xa lộ được bắt đầu xây dựng vào ngày 1 tháng 8 năm 2010.

## Các xa lộ phụ
- Prichard, Alabama, Mobile - I-165
- Xa lộ nhánh ngắn bắt đầu tại Decatur, Alabama và kết thúc tại Huntsville, Alabama -  I-565
- Louisville, Kentucky - I-265 (Xa lộ vành đai ngoài của thành phố Louisville; cũng còn được gọi là Xa lộ cao tốc Gene Snyder; trước đây có tên là Xa lộ cao tốc Jefferson)
- New Albany, Indiana - I-265 (dần dần sẽ được kết nối bằng cầu để đến phần phía tiểu bang Kentucky của I-265)
- Indianapolis, Indiana - I-465
- Indianapolis, Indiana - I-865